# اطلس بین‌المللی ابرها

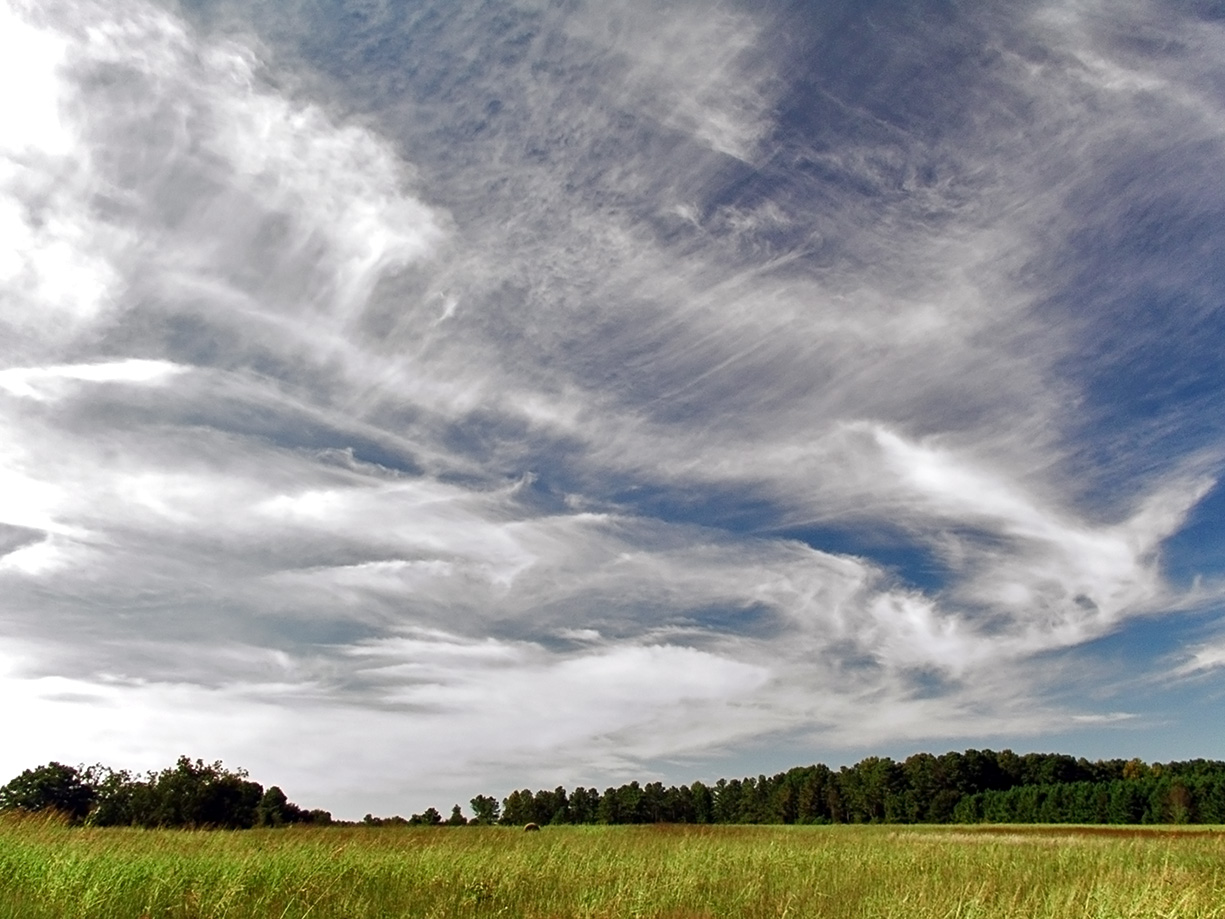
ابر پرسا در نخستین نسخهٔ اطلس بین‌المللی ابرها نمایش یافت

اطلس بین‌المللی ابرها (انگلیسی: International Cloud Atlas، همچنین شناخته‌شده با نام اطلس ابرها)، یک اطلس ویژهٔ ابرها است که نخستین بار در ۱۸۹۶ میلادی منتشر شد. هدف اولیهٔ آن کمک به تربیت هواشناسان و ارایهٔ وحدت رویه‌ای در استفاده از واژه‌هایی که برای توصیف ابرها استفاده می‌شود بود، که هردوی آن‌ها برای پیش‌بینی وضع هوا مهم بوده‌است. نخستین ویرایش آن شامل نگاره‌هایی رنگی بود که در آن زمان هنوز فناوری تازه‌ای بود. از آن زمان ویرایش‌های متعددی منتشر شده‌است.

## نسخهٔ ۲۰۱۷
نسخهٔ ۲۰۱۷ اطلس بین‌المللی ابرها ۱۲ شکل‌گیری تازه از ابرها را افزوده است که شامل یک گونهٔ تازه (ابر کمانی)، پنج ویژگی مکمل تازه (شامل شوریده و پنجره ابر)، یک نوع تازهٔ ابر فرعی، و پنج ابر ویژهٔ تازه (شامل ابر آتش‌کومه‌ای) است. این نسخه به صورت برخط در دسترس است.